# Territoire britannique de l'océan Indien
Cet article concerne le territoire britannique de l'océan Indien en tant qu'entité administrative. Pour l'entité géographique, voir Archipel des Chagos.
Pour les articles homonymes, voir Biot.
Le territoire britannique de l'océan Indien (en anglais : British Indian Ocean Territory, BIOT) est un territoire britannique d'outre-mer situé dans le centre de l'océan Indien. Son étendue territoriale a évolué dans le temps pour se limiter actuellement à l'archipel des Chagos. La souveraineté du Royaume-Uni sur cet archipel est contestée par Maurice et les Maldives. La restitution de l'archipel des Chagos à Maurice devait avoir lieu le 22 mai 2025, mais le processus a été suspendu. Le gouvernement britannique prévoit toutefois la ratification de l'accord vers la fin de l'année 2025.

## Géographie
Le territoire britannique de l'océan Indien est situé dans le centre de l'océan Indien, entre l'Indonésie à l'est, le sous-continent indien au nord, les côtes orientales de l'Afrique et les Seychelles à l'ouest ainsi que les Mascareignes au sud-ouest,.
Le territoire se limite actuellement à l'archipel des Chagos qu'il administre entièrement, l'entité administrative se confondant donc avec l'entité géographique soit une superficie de 54 400 km2, y comprenant essentiellement les lagons ne baignant que seulement 60 km2 de terres émergées. Diego Garcia, l'atoll le plus méridional, occupe à lui seul 40 km2. Il compte 4 000 habitants, essentiellement des militaires employés par la base militaire américaine,. À la suite de la reprise des négociations, un traité est signé le 22 mai 2025, qui transférera officiellement la souveraineté du territoire à Maurice une fois qu'il entrera en vigueur, tandis que la base militaire de Diego Garcia restera sous contrôle britannique pendant un bail de 99 ans.

## Histoire

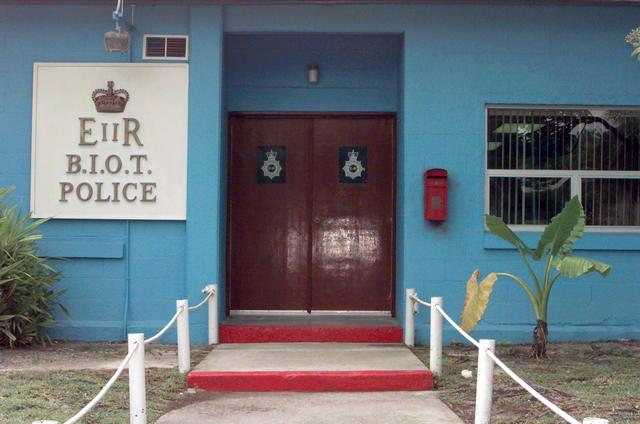
Vue des bureaux de l'administration du Territoire britannique de l'océan Indien à Diego Garcia.

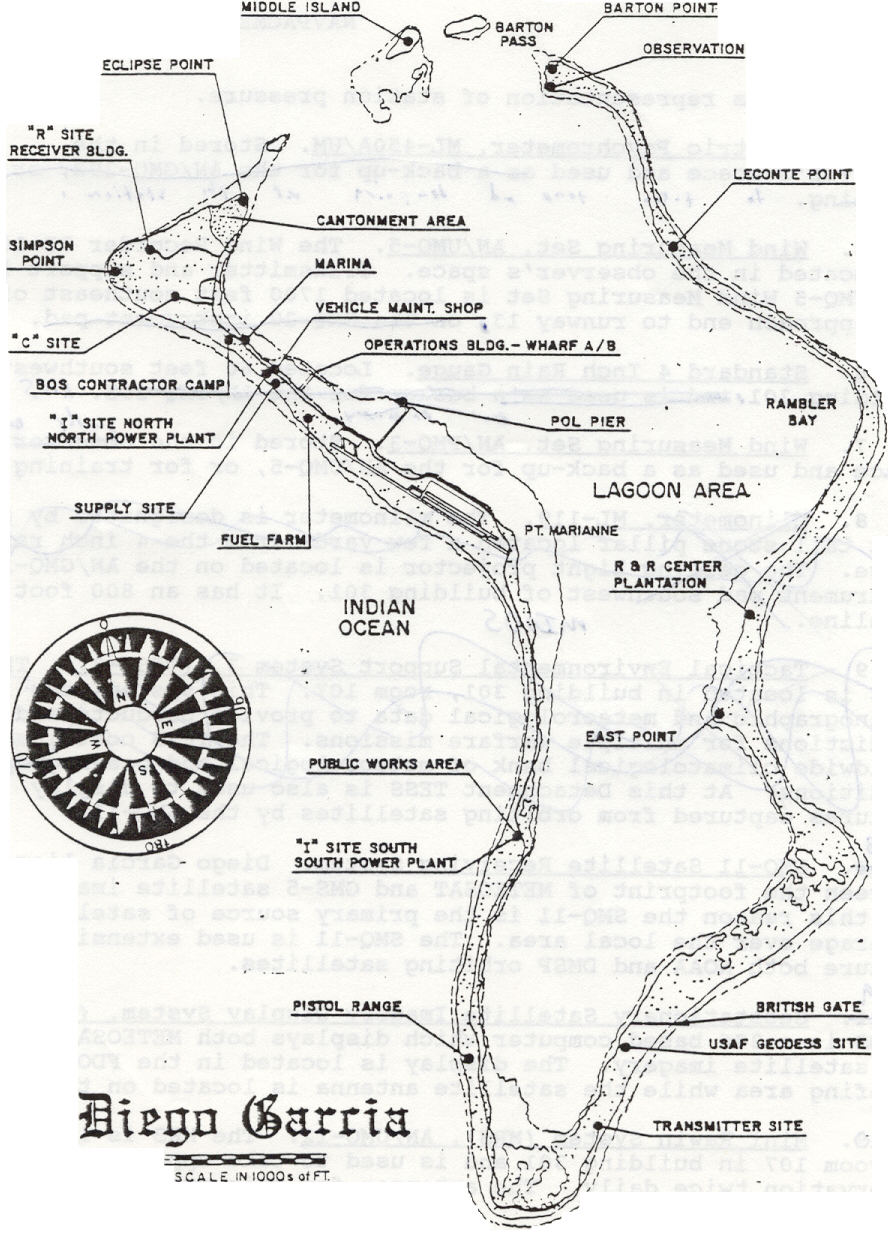
L'atoll de Diego Garcia a une histoire liée au développement de plantations.

Avant la conquête de l'Maurice par les Britanniques en 1810, la France avait développé sur l'atoll de Diego Garcia, qui fait partie de l'archipel des Chagos, des plantations qui sont arrêtées à partir de 1838.
Le Territoire britannique de l'océan Indien est créé, sous sa forme juridique actuelle, le 8 novembre 1965 alors que se prépare l'indépendance de Maurice qui intervient le 12 mars 1968. Il regroupe alors des territoires jusqu'alors rattachés à la colonie britannique de Maurice en ce qui concerne l'archipel des Chagos et à celle des Seychelles en ce qui concerne l'île Desroches, l'atoll Providence, l'atoll Farquhar et Aldabra. Lorsque c'est au tour des Seychelles d'acquérir leur indépendance le 29 juin 1976, l'île Desroches, l'atoll Providence, l'atoll Farquhar et Aldabra lui sont restitués. Le Territoire britannique de l'océan Indien se limite alors depuis cette date à l'archipel des Chagos.
Le gouvernement britannique a séparé l'archipel des Chagos de Maurice, créant ainsi une nouvelle colonie en Afrique, le Territoire britannique de l'océan Indien (BIOT). Afin d'éviter d'avoir à rendre compte aux Nations Unies de la poursuite de sa domination coloniale, le Royaume-Uni a faussement déclaré que les Chagos n'avaient pas de population permanente.
Le 1er octobre 1977, la base militaire américaine de Diego Garcia est opérationnelle. Elle est louée à l'armée américaine sur la base d'un accord conclu le 30 décembre 1966. Six mois auparavant, le 17 juillet, commençait l'expulsion intégrale de la population de l'archipel des Chagos vers Maurice et les Seychelles. Terminé en 1973 après le rachat de toutes les terres, ce déplacement est nécessaire selon les autorités pour permettre la construction de la base.
Le 22 juin 2017, l'Assemblée générale des Nations unies (94 voix pour, 15 contre et 65 abstentions) demande à la Cour internationale de justice de rendre un avis consultatif portant sur le respect, par le Royaume-Uni, des règles pertinentes du droit international lors du processus de décolonisation. La Résolution interroge également la Cour sur les conséquences juridiques de la séparation de l'archipel de Maurice en 1965 et du maintien de l'archipel sous administration britannique. L'analyse du vote révèle un soutien des pays majeurs du Sud (Afrique du Sud, Algérie, Cuba, Égypte, Inde, Nigeria, Philippines, Vietnam, etc) à Maurice, alors que l'opposition provient des proches alliés des États-Unis et du Royaume-Uni (Australie, Israël, Japon, France, etc)[réf. nécessaire]. En septembre 2018, Maurice porte l'affaire devant la Cour internationale de justice pour obtenir un avis consultatif contre les objections britanniques. En 2016, les autorités britanniques reconduisent pour 20 ans le prêt de l'île de Diego Garcia aux États-Unis.
Le 25 février 2019, dans un avis consultatif, la Cour internationale de justice estime que le Royaume-Uni a « illicitement » séparé l'archipel des Chagos de l'Maurice après son indépendance en 1968,.
L'Assemblée générale des Nations unies adopte une résolution le 22 mai 2019, commandant au Royaume-Uni de restituer l'archipel des Chagos à la république de Maurice dans les six mois, ce qui permettrait aux Chagossiens de retrouver leurs terres.
Le 15 janvier 2020, Pravind Jugnauth premier ministre de Maurice, était à Londres pour assister à un sommet sur les investissements du Royaume-Uni en Afrique. Il s'est entretenu avec les chefs des gouvernements de l'Afrique du Sud, du Kenya, de Côte d'Ivoire et du Mozambique. Il a indiqué que : « Port-Louis étudiait la possibilité d’entamer des poursuites contre des responsables britanniques devant la Cour pénale internationale pour crime contre l’humanité », écrit IonNews,.
Le 25 mai 2020, la nouvelle carte publiée par l'ONU fait apparaitre l'archipel des Chagos comme territoire mauricien.
La Chambre spéciale du Tribunal international du droit de la mer des Nations unies a conclu dans son arrêt du 28 janvier 2021 que la revendication de souveraineté par le Royaume-Uni sur l’archipel des Chagos va à l’encontre des conclusions faisant autorité formulées dans l’avis consultatif l’Assemblée générale de l'ONU (résolution 73/295). Le 3 octobre 2024, le Premier ministre britannique Keir Starmer et le Premier ministre mauricien Pravind Jugnauth annoncent conjointement qu'un accord avait été conclu en vertu duquel le Royaume-Uni allait céder sa souveraineté sur le territoire, mais que la base militaire de Diégo Garcia resterait en place pendant au moins quatre-vingt-dix-neuf (99) ans,. Aucun débat sur l'accord n'a eu lieu au Parlement du Royaume-Uni, et l'accord a attiré les critiques de politiciens de l'opposition de premier plan tels que James Cleverly, qui, en tant que ministre des Affaires étrangères, avait pourtant initié les pourparlers.
En mai 2025, le Royaume-Uni signe un accord formel sur le transfert de souveraineté de l'archipel des Chagos à Maurice. Aux termes de l'accord, l'atoll stratégique de Diego Garcia et sa zone tampon de 38 kilomètres sont immédiatement rétrocédés au Royaume-Uni. Cet accord permet la poursuite de l'exploitation de la base conjointe anglo-américaine sur l'île pendant les 99 prochaines années, avec une prolongation de 40 ans et un droit de préemption ultérieur. Maurice recevra du Royaume-Uni un loyer annuel de 165 millions de livres sterling pendant les trois premières années, puis de 120 millions de livres sterling par an pendant les dix années suivantes. Par la suite, ce paiement annuel de 120 millions de livres sterling sera indexé sur l'inflation. l'accord est ensuite déposé au parlement britannique, pour ratification. l'ONU salue par la suite l'accord marquant la restitution de la souveraineté des îles Chagos à Maurice. Le secrétaire d'État américain Marco Rubio salue l'accord entre le Royaume-Uni et Maurice sur l'avenir du territoire britannique de l'océan Indien, puisque l'accord garantit le fonctionnement à long terme de l'installation militaire conjointe américano-britannique de Diego Garcia. Le Premier ministre mauricien, Navin Ramgoolam salue cet accord comme « le dernier chapitre du processus de décolonisation de l'île Maurice », « C'est l'aboutissement d'une bataille menée par les autorités mauriciennes depuis plus de 60 ans ». Le Parti conservateur britannique dépose par la suite, une motion de censure contre l’accord signé le 22 mai 2025, entre le Royaume-Uni et Maurice.
Les militants chagossiens ont soumis, en juin 2025, une communication juridique au Comité des droits de l'homme des Nations Unies, contestant la légitimité de l'accord entre le Royaume-Uni et Maurice, arguant qu'il a été négocié sans leur consentement et qu'il perpétue des injustices historiques.
Le 10 juin 2025, les experts de l'ONU demandent la suspension d'un accord récemment signé entre le Royaume-Uni et Maurice, avertissant qu'il ne protège pas les droits du peuple chagossien déplacé, « En maintenant une présence militaire étrangère du Royaume-Uni et des États-Unis à Diego Garcia et en empêchant le peuple chagossien de revenir… l'accord semble être en contradiction avec le droit au retour des Chagossiens », d'après les experts. Les experts critiquent l'absence de dispositions, permettant l'accès aux sites culturels ou la sauvegarde du patrimoine du peuples chagossien. Ils s'appellent les deux pays à renégocier l'accord de restitution, déclarant : « Nous demandons la suspension de la ratification de l'accord et la négociation d'un nouvel accord garantissant pleinement les droits du peuple chagossien ».
La Chambre des Lords doit examiner une motion plaidant contre la ratification du traité le 30 juin 2025.
D'après les conservateurs britannique, l'accord de restitution coûtera plus chers au contribuable britannique que prévu par l'accord de restitution de l'archipel des Chagos à Maurice.
Après l'accord de rétrocession de l'archipel des Chagos, le gouvernement britannique doit présenter également un projet de loi visant à mettre en œuvre l'accord, notamment en modifiant la loi de 1981 sur la nationalité britannique, afin de refléter le fait que le Territoire britannique de l'océan Indien ne sont plus un territoire d'outre-mer, après la ratification du traité par le parlement, et de conférer au gouvernement britannique le pouvoir d'adopter des lois secondaires pour la poursuite des activités de la base militaire de Diego Garcia.

## Gouvernement
Le roi Charles III assume son rôle de chef du territoire britannique de l'océan Indien. Du point de vue parlementaire, le territoire est administré par un commissaire spécifique de l'outre-mer dont les bureaux se trouvent à Londres.

## Système juridique
Le système juridique du territoire repose sur la common law anglaise. Dans la même ligne de pensée, les droits militaires américain et britannique s'appliquent également.

## Philatélie
De 1968 à 1976 et depuis 1990, le territoire britannique de l'océan Indien dispose de sa propre administration postale et émet des timbres postaux spécifiques avec pour légende British Indian Ocean Territory.

## Sens de circulation routière
Le territoire britannique de l'océan Indien est l'un des deux seuls territoires britanniques où les véhicules roulent à droite, l'autre territoire étant Gibraltar,.